# Hieracium lateovatum
Hieracium lateovatum es una especie de planta con flor del género Hieracium, de la familia Asteraceae, orden Asterales.

## Distribución
Hieracium lateovatum se distribuye por Suecia.

## Taxonomía
Fue descrita científicamente por Folin.
Tratamiento taxonómico
La especie aparece registrada en una sección de la publicación Ark. Bot.